# Чоловік у червоному черевику
«Чоловік у червоному черевику» (англ. The Man with One Red Shoe) — американська комедія режисера Стена Драготі, що вийшла 1985 року, ремейк французького фільму «Високий блондин у чорному черевику» 1972 року.

## Сюжет
Агент директора ЦРУ містера Росса замішаний в торгівлі наркотиками. Комісія Сенату вимагає протягом двох діб надати відповідні роз'яснення. Молодий скрипаль Річард Дрю через свої різнобарвні черевики в аеропорту Далласа виявляється випадковим чином обраним на роль пішака в шпигунських розбірках двох угруповань в ЦРУ.

## У ролях
| Актор             | Роль             |
| ----------------- | ---------------- |
| Том Генкс         | Річард Дрю       |
| Дебні Коулмен     | Бертон Купер     |
| Лорі Сінгер       | Медді            |
| Джеймс Белуші     | Моріс            |
| Едвард Геррманн   | Браун            |
| Чарльз Дернінг    | Росс             |
| Керрі Фішер       | Паула            |
| Девід Огден Стірс | дирижер оркестру |
| Том Нунан         | Різ              |